# Bénévent-l'Abbaye
 Bénévent-l’Abbaye  es una localidad y comuna de Francia, en la región de Lemosín, departamento de Creuse, en el distrito de Guéret. Es la cabecera y mayor población del cantón homónimo.
Su población en el censo de 1999 era de 824 habitantes.
Forma parte del Camino de Santiago (Via Lemovicensis).
Está integrada en la ‘‘Communauté de communes de Bénévent-Grand-Bourg’’.

## Demografía
| 1006 | 1074 | 1106 | 1023 | 837 | 824 |
| Para los censos de 1962 a 1999 la población legal corresponde a la población sin duplicidades (Fuente: INSEE [Consultar]) |      |      |      |     |     |